# Olivier Langevin
Olivier Langevin est un guitariste, chanteur et compositeur québécois, meneur de la formation Galaxie. Il est également arrangeur et réalisateur d'albums, notamment pour Mara Tremblay et Vincent Vallières,,,,.

## Biographie
Il commence par jouer du piano puis se met à la guitare à l'âge de 13 ans. Il est souvent cité comme étant l'un des meilleurs guitaristes du Québec,. Son idole de jeunesse était Jimi Hendrix. Il vient à Montréal à l'âge de 16 ans et passe une année au Cégep de Saint-Laurent. Il passe ensuite de la théorie à la pratique en accompagnant Fred Fortin en tournée. En 1998, il fait partie du groupe Gros Mené de Fred Fortin. En 1999, il compose avec Fred Fortin l'album Tue ce drum Pierre Bouchard pour le groupe Gros Mené, et joue également de la guitare,. Le résultat est un rock « sale et abrasif ».
En 1999, il co-réalise le premier album de Mara Tremblay et se découvre alors une passion pour la réalisation. Il déclare à ce propos : « Le réalisateur aide l'artiste pris dans ses chansons à prendre du recul avec un angle plus général. Souvent, nous ne sommes pas les meilleurs juges pour nous-mêmes. » Pour les albums suivants de Mara Tremblay, il expérimente différentes approches de la réalisation. Il se définit lui-même comme étant un réalisateur « plus axé sur l'ambiance et sur les arrangements » alors que d'autres peuvent être « plus ingénieurs ». Il réalise des albums du groupe rock Les Dales Hawerchuk, et participe également en jouant de la guitare,,,.
Il fonde le groupe Galaxie 500, qui changera de nom ensuite, un groupe de Boston portant le même nom ayant envoyé une mise en demeure en 2005,. Avec Galaxie, il fait un rock qualifié de « pesant » par La Presse.ca, qui situe le groupe dans le « mur de son du Lac-Saint-Jean », un rock « sale » également représenté par Fred Fortin, mentor et ami d'Olivier Langevin qu'il a rencontré quand il avait 16 ans. Dans Galaxie, Olivier Langevin est à la fois chanteur et guitariste principal.
Il réalise également des albums de Vincent Vallières. Il a fait de plus la tournée correspondant à l'album Le Repère tranquille de Vincent Vallières avec lui en 2006,,.
En 2012, il joue avec le groupe Gros Mené sur leur deuxième album, Agnus Dei,.